# Mad Blocker Alpha
Mad Blocker Alpha (también conocido como Mad Blocker Alpha: Revenge of the Fluzzle's o MBA) es un juego de puzle para la PlayStation Portable y PlayStation 3 en la sección PlayStation Minis de la PlayStation Store. Fue desarrollado y distribuido por el estudio irlandés Open Emotion Studios. Fue lanzado el 9 de febrero de 2011 en Europa y el 19 de abril de 2011 en Norteamérica.
Es una interpretación contemporánea del estilo de juego de puzle con caídas de bloques, el cual se volvió famoso por clásicos como Tetris y Columns. En Mad Blocker Alpha, los jugadores podrán mover los bloques horizontal pero no verticalmente, y deberán acumular grandes combinaciones de bloques para formar cadenas y desbloquear potenciadores.

## Trama
La historia del juego se centra en una raza de criaturas llamadas Fluzzles, que vienen de un lugar ficticio conocido como Machu Popyu. Unas criaturas malvadas llamadas Mokes han infectado al mundo y lo han convertido en un descampado industrial. Un misterioso extraño seduce a los Fluzzles para que abandonen Machu Popyu y utiliza sus poderes mágicos para resucitar al gran Buhmba durmiente y rejuvenecer las tierras, venciendo a los Mokes. El juego cuenta con cinemáticas dibujadas a mano que guiarán al jugador por el juego.

## Desarrollo
El juego comenzó su desarrollo en septiembre de 2010 como una simple actualización del juego flash original. A medida que el juego se desarrollaba, el desarrollador decidió que la mejor opción era hacer una secuela del juego y se enfocó en crear una experiencia completamente diferente. El juego fue terminado en diciembre de 2010, pero, debido a algunos inconvenientes, no tuvo un lanzamiento final hasta febrero de 2011.

## Jugabilidad
Mad Blocker Alpha es una variación distinta del género clásico de emparejamiento. Se deberán emparejar 4 o más bloques del mismo color para hacerlos explotar. Los jugadores son alentados a juntar grandes cantidades de bloques con la intención de crear cadenas largas. Cuando se creen estas cadenas, girará un dispositivo similar a una ruleta al costado de la pantalla. Este determinará si los jugadores obtienen un potenciador o no. Los potenciadores del juego pueden ser positivos o negativos. Los bloques positivos incluyen el bloque loco, que destruirá todos los bloques del mismo color del bloque que haya tocado, el bloque concreto, que destruye todo en una fila verticalmente, y el bloque bomba, que genera una explosión con forma de cruz destruyendo todos los bloques en su camino. Los bloques negativos incluyen los bloques malos, los cuales son bloques verdes Moke que convierten una fila entera de la pantalla de los jugadores en bloques muertos que solo pueden ser destruidos con cadenas.

## Recepción
El juego recibió un 9 de The Gaming Liberty, diciendo que es «un pequeño título fantástico que ofrece mucho por un bajo precio. Por supuesto, es la fórmula probada de Tetris, pero eso no obstaculiza el proceso. Es tan jugable como siempre lo ha sido, encapsulada en el mundo hermoso y creativo que se creó para ella. MBA es el primer Mini imprescindible del 2011. Hazte un favor y consíguelo». Bone-Idle.ie le dio al juego un 95% y dijo que «en general, el juego es de primera categoría, es perfecto para el mercado de los Mini y su modo historia le da a Mad Blocker Alpha ese extra que necesita para destacar de los juegos de emparejamiento convencionales, y el estilo de arte y música realmente logran redondear un juego excelente y uno de los mejores juegos disponibles en la serie de PSP Minis».
El 9 de febrero de 2011, The Sixth Axis reseñó el juego dándole un 8 de 10. Dijeron que «En general, realmente disfruté jugar Mad Blocker Alpha. De ninguna manera podrá convertir a aquellos que tengan poco interés en el género, pero para los fanes de los puzles ofrece mucho contenido junto al factor de "solo una partida más". Ahora, si me disculpas, la cuenta de Twitter ha estado tentándome con los puntajes de más de 30.000 del modo sin fin. ¡Esto no puede quedarse así!».